# Lenta.ru
Lenta.ru (en russe Лента.Ру) est un journal en ligne en russe. Basé à Moscou, il appartient à Rambler, et est contrôlé par Alexandre Mamut. Le journal en ligne est l'une des ressources en ligne en langue russe les plus populaires avec plus de 600 000 visiteurs par jour.

## Histoire
Lenta.ru est lancé, en 1999, par Anton Nosik et Gleb Pavlovsk. Il s'agit (comme vesti.ru) d'un projet de journal électronique frère sous la marque Gazeta.ru. Nosik en est le rédacteur en chef jusqu'en 2004.
En 2013, Alexandre Mamut, par l'intermédiaire de sa participation dans le groupe Afisha-Rambler-SUP, acquiert Lenta.ru.
En 2020, Mamut a vendu Rambler à la Sberbank.
Suite à une interview accordée par Andriy Tarasenko (uk) à Lenta.ru, le 10 mars 2014, l'organisation de censure russe Roskomnadzor a accusé Lenta.ru de violer la censure des médias russes et les lois de « lutte contre l'extrémisme ». Étant donné que l'avertissement de Roskomnadzor était le deuxième émis en 12 mois, Roskomnadzor pourrait demander aux tribunaux de résilier la licence de média de masse de Lenta.ru. La BBC et The Economist ont tous deux qualifié de censure la réponse de l'État russe aux publications de Lenta.ru,.
Le 12 mars 2014, le propriétaire, Alexander Mamut, a licencié la rédactrice en chef Galina Timchenko et l'a remplacée par Alexey Goreslavsky. Trente-neuf employés sur un total de 84, dont la directrice générale Yuliya Minder, ont perdu leur emploi. Cela comprend 32 journalistes rédacteurs, tous rédacteurs photo (5 personnes) et 6 administrateurs. Les employés de Lenta.ru ont publié une déclaration selon laquelle le but de cette mesure était d'installer un nouveau rédacteur en chef directement contrôlé par le Kremlin et de transformer le site Web en un outil de propagande. Dunja Mijatović, la Représentante de l’OSCE pour la liberté des médias, a qualifié cette mesure de manifestation de censure.
Galina Timchenko, avec une équipe d'environ 20 journalistes qui ont démissionné de leur poste chez Lenta.ru, a lancé le nouveau journal Internet Meduza .

### Couverture de l'invasion russe de l'Ukraine en 2022
Le 9 mai 2022, Lenta.ru a brièvement affiché des informations sur l'invasion russe de l'Ukraine, et ce d'une manière qui n'était pas conforme aux réglementations gouvernementales ou aux directives internes. Des articles ont été publiés sur le massacre de civils, les pillages, les corps abandonnés des troupes russes, la destruction de Marioupol, la censure, les mensonges du gouvernement aux proches des soldats décédés, les attaques contre la liberté de la presse, et bien plus encore. Les journalistes de Lenta.ru, Egor Polyakov et Alexandra Miroshnikova, ont déclaré être les auteurs de ces articles et ont indiqué qu'ils avaient désormais besoin de nouveaux emplois, d'avocats et d'asile politique. Le contenu a été rapidement supprimé.